# La Fuliola
La Fuliola là một đô thị trong tỉnh Lleida, cộng đồng tự trị Cataluña Tây Ban Nha. Đô thị La Fuliola có diện tích là 11,1 ki-lô-mét vuông, dân số năm 2009 là 1270 người với mật độ 114,41 người/km². Đô thị La Fuliola có cự ly km so với tỉnh lỵ Lleida.